# 阿斯泰 (阿尔代什省)
阿斯泰（法語：Astet，法語發音：[astɛ]）是法国阿尔代什省的一个市镇，属于拉让蒂耶尔区。

## 地理
阿斯泰（44°41'51"N, 4°1'32"E）面积34.45 平方千米，位于法国奥弗涅-罗讷-阿尔卑斯大区阿尔代什省，该省份为法国东南部内陆省份，北起顺时针与卢瓦尔省、伊泽尔省、德龙省、沃克吕兹省、加尔省、洛泽尔省和上盧瓦爾省接壤。
与阿斯泰接壤的市镇（或旧市镇、城区）包括：博尔讷、拉纳斯、拉维拉特、迈尔、马藏拉拜、勒普拉尼亚勒、圣艾蒂安-德吕格达雷斯。

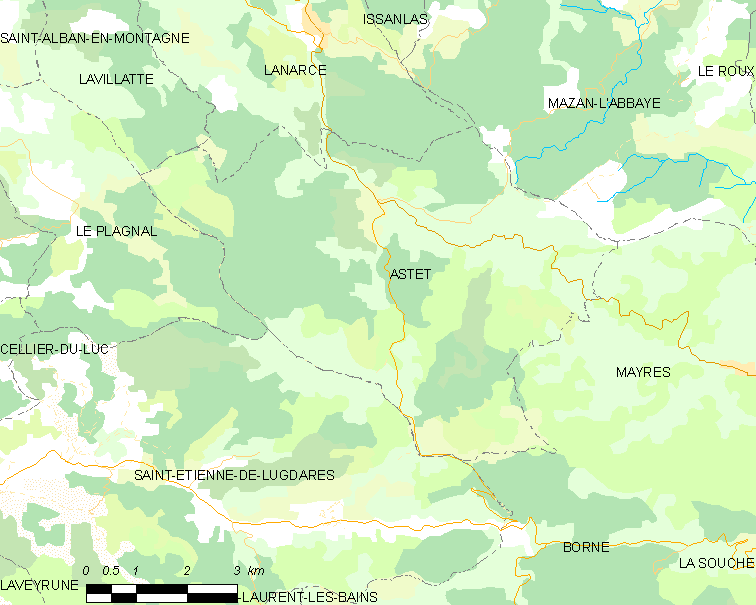
的OSM定位图

阿斯泰的时区为UTC+01:00、UTC+02:00（夏令时）。

## 行政
阿斯泰的邮政编码为07330，INSEE市镇编码为07018。

## 政治
阿斯泰所属的省级选区为上阿尔代什县。

## 人口

1962-2008年间人口变化图示

阿斯泰于2022年1月1日时的人口数量为57人。